# رودلف ماريا هولزابفل
رودلف ماريا هولزابفل (بالألمانية: Rudolf Maria Holzapfel)‏ هو فيلسوف وعالم نفس نمساوي، ولد في 1874 في كراكوف في بولندا، وتوفي في 1930 في موري باي برن في سويسرا.